# Пантелеймон-Виктория (линейный корабль, 1721)
«Пантелеймон-Виктория» или «Пантелеймон» — парусный линейный корабль Балтийского флота Российской империи, первый корабль Российского императорского флота, в конструкции которого была применена система диагональных связей.

## Описание корабля
Двухдечный трёхмачтовый парусный линейный корабль с деревянным корпусом. Корабль был построен «на французский манер» по собственному проекту французского корабельного мастера Жозефа Панголо. Для обеспечения продольной прочности в конструкции этого корабля впервые в России была применена система диагональных связей. Длина судна составляла 46 метров, ширина — 12,2 метра, а осадка — 5,4—5,74 метра. Вооружение судна состояло из 66 орудий, а экипаж — из 470 человек.
Назван в честь побед при Гангуте и Гренгаме, случившихся 27 июля (7 августа) 1714 и 1720 годов, соответственно, в день святого Великомученика Пантелеймона.

## История службы
Корабль «Пантелеймон-Виктория» был заложен в Санкт-Петербургском адмиралтействе 22 марта (2 апреля) 1719 года и после спуска на воду 27 июля (7 августа) 1721 года вошёл в состав Балтийского флота России. Строительство вёл корабельный мастер Жозеф Панголо. В том же году под командованием капитана 2-го ранга Н. П. Вильбоа был проведён из Санкт-Петербурга к Котлину.
В 1722 и 1723 годах выходил в практические плавания в Финский залив в составе отрядов и эскадр кораблей Балтийского флота, в том числе в июле 1723 года для испытания своих мореходных качеств. В кампанию 1726 года использовался для обучения экипажа на Кронштадтском рейде и с другими кораблями флота выходил в плавание в Финский залив. В 1727 году вновь выходил в практические плавания в Финский залив. В 1728 году находился в Кронштадтской гавани и не вооружался.
В 1734 году в составе флота принимал участие в плавании к Пиллау и Данцигу. В сентябре того же года совершил переход из Кронштадта в Ревель.
В 1736 году корабль «Пантелеймон-Виктория» был признан ветхим и разобран в Кронштадте.

## Командиры корабля
Командирами корабля «Пантелеймон-Виктория» в разное время служили:
- капитан 2-го ранга Н. П. Вильбоа (1721 год)[10];
- вице-адмирал Д. Вильстер (1723 год)[11];
- капитан 1-го ранга К. Н. Зотов (1726 год)[12];
- капитан 2-го ранга М. Коробин (1728 год)[13];
- лейтенант майорского ранга А. Аболешев (1734 год)[9].

## Модель корабля
Впервые модель корабля «Пантелеймон-Виктория» была построена в масштабе 1:48 российским мастером Алексеем Барановым. При строительстве модели использовались архивные документы и единственный сохранившийся теоретический чертеж корабля, а стиль оформления был воссоздан на основе изображения французского линейного корабля «Le Artesien» из Парижского национального морского музея. Для изготовления деревянных деталей модели использовались древесина груши, чёрного дерева и самшита, артиллерия и металлические части были изготовлены из сплавов серебра, меди, латуни и стали. Все детали модели подвергались искусственному старению, а металлические — еще и патинированию.

## Комментарии
1. ↑  В некоторых источниках встречаются варианты написания фамилии Пангало и Пангалой. Также приводится ошибочное сокращение имени как M. — сокращение от французского слова маэстро, мастер.
2. ↑  151 фут.
3. ↑  40 футов.
4. ↑  18 футов 10 дюймов.
5. ↑  По другим данным в море не выходил и всю навигацию простоял на Кронштадтском рейде.